# Nelo
Nelo ist der Markenname der Firma M.A.R. Kayak Lda., einem portugiesischen Kanu-Hersteller aus Vila do Conde.

## Geschichte
Das Unternehmen wurde von Manuel Ramos 1978 gegründet, der auf 50 m² seine ersten Boote herstellte. Nach eigenen Angaben gelang Nelo der internationale Durchbruch in den 1980er Jahren mit dem Markteintritt in Großbritannien. Der dortige Outdoor-Markt erwies sich als besonders aufgeschlossen gegenüber den Produkten des Unternehmens.
Aufgrund wachsender Produktionszahlen verlagerte Nelo seine Fertigung mehrfach: 1991 nach Mosteiró, 2007 nach Canidelo (5.000 m²) und 2017 in ein neues, 20.000 m² großes Werk, das sich ebenfalls in Vila do Conde befindet.

### Unternehmensstruktur und Export
Am Stammsitz in Vila do Conde beschäftigte Nelo 2012 über 80 Mitarbeitende auf 7.000 m², viele davon mit eigener Erfahrung im Leistungssport. Das Unternehmen trägt maßgeblich zur Entwicklung des Kanusports in Portugal bei.
Seit den 1990er-Jahren exportiert das Unternehmen den Großteil seiner Boote in über 100 Länder. Im Jahr der Olympischen Spiele in London 2012 verzeichnete Nelo einen Umsatz von rund 6,28 Millionen US-Dollar, was einer Steigerung von etwa 25 bis 30 Prozent gegenüber dem Vorjahr entsprach. Die Jahresproduktion lag in diesem Jahr bei rund 3.000 Einheiten, ein Rekordwert in der Firmengeschichte. Seit Gründung hat Nelo etwa 30.000 Boote hergestellt, die in alle Welt verkauft wurden.

### Produkte und Innovationen
Nelo sind international für ihre Qualität und ihre Leichtbauweise bekannt. In den 1980er Jahren entwickelte Nelo mit dem MIG K1 sein erstes eigenes Kajakmodell, das sich durch sein rundes Cockpit auszeichnete. Später sorgte es wegen angeblicher aerodynamischer Vorteile durch Rückenwind für Diskussionen. 
Im Jahr 1998 brachte Nelo mit dem Modell „Moskito“ ein revolutionäres Kajakdesign auf den Markt, das zur Abschaffung der bis dahin geltenden Mindestbreite durch die Internationale Kanu-Föderation beitrug. 

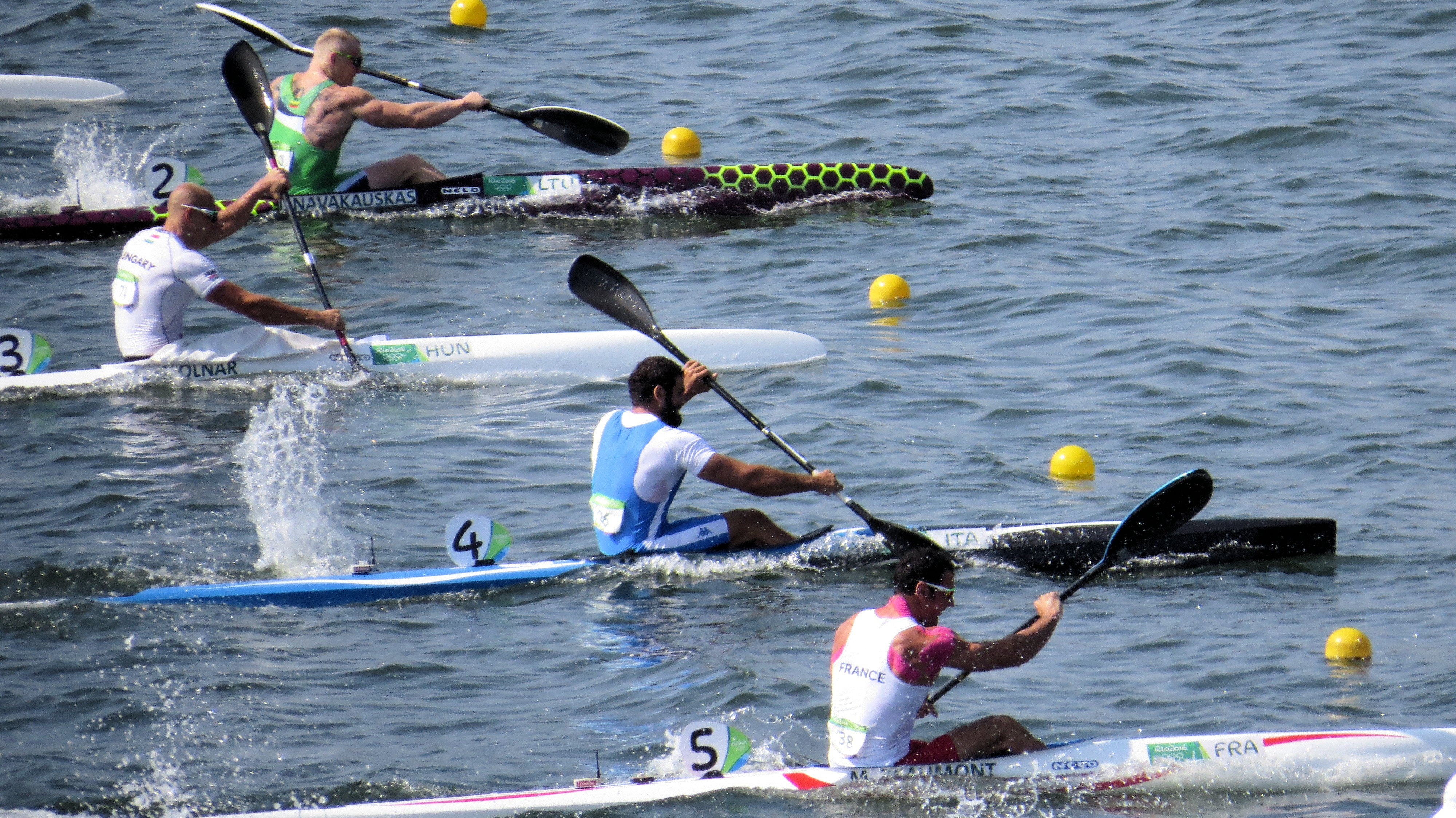
Rennen im Kajak-Einersprint bei den Olympischen Spielen 2016 in Rio de Janeiro: Athleten aus Litauen, Ungarn, Italien und Frankreich liefern sich ein Kopf-an-Kopf-Rennen im Lagoa-Stadion. Mehrere der eingesetzten Boote stammen von Nelo, darunter das auffällige Modell mit grün-schwarzem Hexagon-Muster (Bahn 2, Litauen).

2015 stellte Nelo mit dem Modell Cinco ein Novum im Kanusport vor: ein Boot mit invertiertem Bug. Das patentierte Design prägte maßgeblich die Medaillenbilanz bei den Olympischen Spielen 2016 in Rio.

### Olympischer Kanusport
Nelo ist Marktführer im Leistungssport. So stellte Nelo bei den Olympischen Sommerspielen 2008 in Peking die Boote von 20 der 36 Medaillengewinner im Kanusport, in London 2012 waren es 25 von 36 zu vergebenden Medaillen. 75 % der Wettbewerbsboote bei Olympia 2012 waren aus dem Hause Nelo. Auch Portugals einzige olympische Auszeichnung 2012, die Silbermedaille des Zweier-Kajaks von Fernando Pimenta und Emanuel Silva, wurde in einem Nelo-Boot gewonnen.

### Kooperationen
Seit 2018 kooperiert Nelo mit dem dänischen Traditionshersteller Struer, um handgefertigte Holz-Kajaks gemeinsam weiterzuentwickeln und international zu vertreiben.

## Weblinks

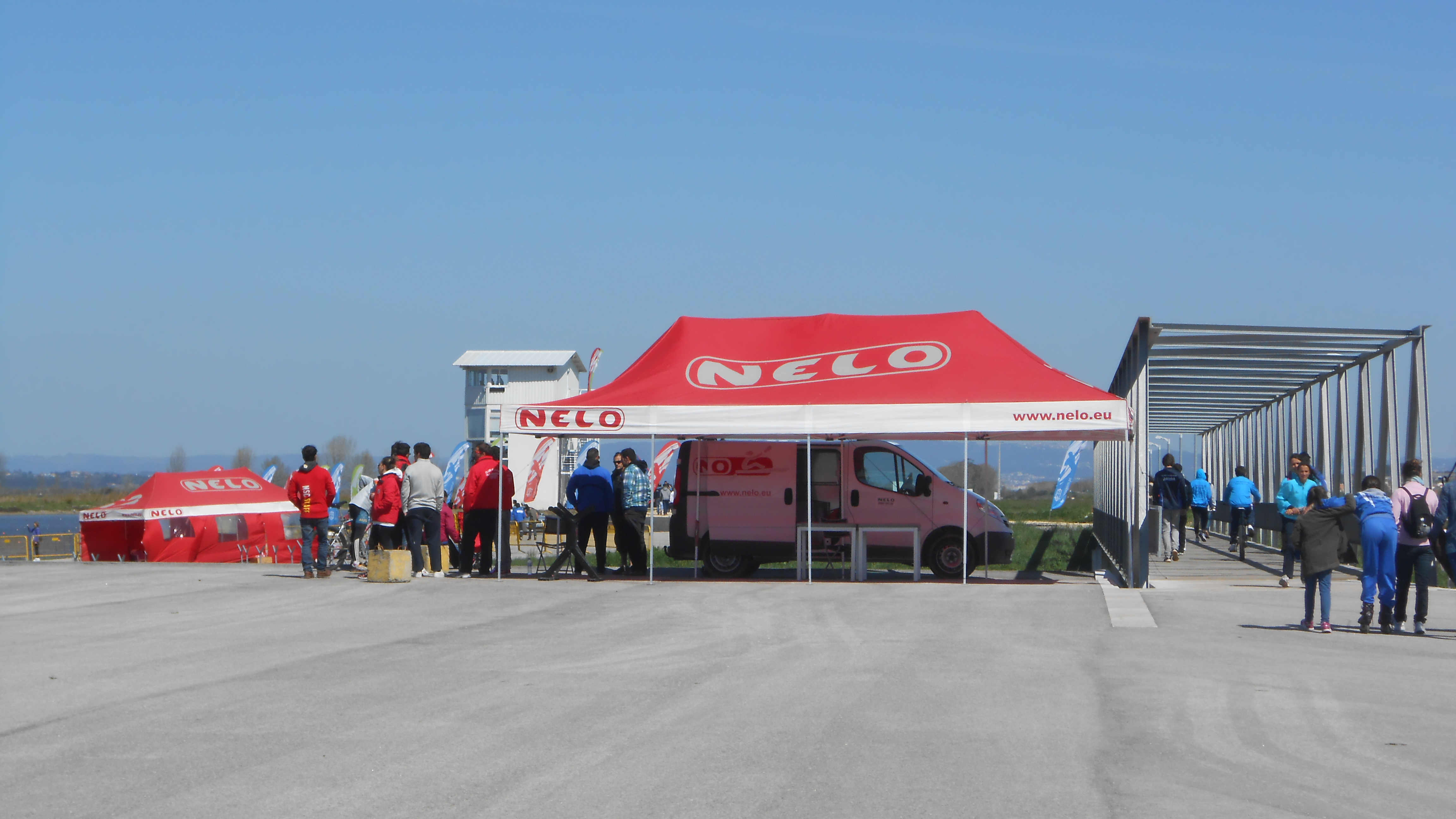
Nelo-Stände im Ruderzentrum von Montemor-o-Velho (April 2013)